# Christian Futscher
Christian Futscher (* 19. April 1960 in Feldkirch/Vorarlberg) ist ein österreichischer Schriftsteller.

## Leben
Christian Futscher studierte Germanistik und Romanistik an der Universität Salzburg. Seit 1987 ist er in Wien ansässig, wo er neben verschiedenen anderen Tätigkeiten zeitweise Pächter eines Heurigen in der Josefstadt war. 1998 nahm er am Ingeborg-Bachmann-Wettbewerb in Klagenfurt teil.
Christian Futscher ist Verfasser von Prosatexten, Lyrik und Hörspielen. Seine Werke tendieren vorwiegend ins Satirische und Groteske.
Christian Futscher ist seit 1994 Mitglied der Grazer Autorenversammlung.

## Auszeichnungen
- 1985 Kulturpreis der Stadt Feldkirch
- 1989 Publikumspreis zum Max-von-der-Grün-Preis
- 1995 Preis des Wettbewerbs „Open Mike“ der Literaturwerkstatt Berlin
- 2001 Österreichisches Staatsstipendium für Literatur
- 2003 Prosapreis Brixen-Hall
- 1992 und 2006 Vorarlberger Literaturstipendium
- 2008 Dresdner Lyrikpreis
- 2016: Artist in Residence in der Villa Sträuli in Winterthur

## Werke
- Was mir die Adler erzählt, Wien 1995
- Schau, der kleine Vogel!, Wien 1996
- Ein gelungener Abend, Berlin 1997
- Die Möpse bellen aus der warmen Hütte oder Von Radviliskis nach Siauliai, Wien 1999 (zusammen mit Uwe Schloen)
- Nidri, Graz 2000
- Soledad oder Im Süden unten, Wien u. a. 2000
- Männer wie uns, Wien u. a. 2002
- Kleine Briefe, Wangersen 2005 (zusammen mit Uwe Schloen)
- Schön und gut, Graz u. a. 2005
- Dr. Vogel oder Ach was!, Wien 2006
- Blumen des Blutes, Gedichte (Sondernummer der Literaturzeitschrift miromente), Dornbirn 2007
- Gedichte für Astrid, Humoreske (Über Astrid Lindgren ), Glarean Magazin 2007
- Pfeil im Auge. Czernin, Wien 2008.
- Nur Mut, kleiner Liebling. Czernin, Wien 2011.
- Marzipan aus Marseille. Gedichte. Czernin, Wien 2013. ISBN 978-3-7076-0445-0.
- Der Mann, der den Anblick essender Frauen nicht ertragen konnte. Ein Abenteuerroman. Czernin, Wien 2014.
- Frau Grete und der Hang zum Schönen. Czernin, Wien 2015. ISBN 978-3-7076-0527-3.
- Was mir die Erdmännchen erzählen. Texte mit Tieren. Czernin, Wien 2016. ISBN 978-3-7076-0573-0.
- Wer einsam ist in der großen Stadt. Erzählungen. Czernin, Wien 2017. ISBN 978-3-7076-0614-0.